# Amphilochus spencebatei
Amphilochus spencebatei är en kräftdjursart. Amphilochus spencebatei ingår i släktet Amphilochus och familjen Amphilochidae. Inga underarter finns listade i Catalogue of Life.